# Вородугу
Вородугу (фр. Worodougou) — область в центральной части Кот-д’Ивуара.
- Административный центр — город Сегела.
- Площадь — 22 166 км², население — 536 012 человек (2010 год).

## География
На севере граничит с областью Саван, на востоке с областью Валле-дю-Бандама, на юге с областями Марауэ и О-Сассандра, на юго-западе с областью Монтань, на западе с областью Ба-Сассандра, на северо-западе с областью Денгеле.

## Административное деление
Область делится на 3 департамента:
- Манконо
- Сегела
- Кунахири (с 2005 г.)